# The Afro-American Press and Its Editors
The Afro-American Press and Its Editors est un ouvrage d'Irvine Garland Penn, publié en 1891. Penn y étudie les journaux et magazines afro-américains publiés entre 1827 et 1891. Le livre couvre de nombreux aspects du journalisme et consacre un chapitre aux femmes journalistes noires.

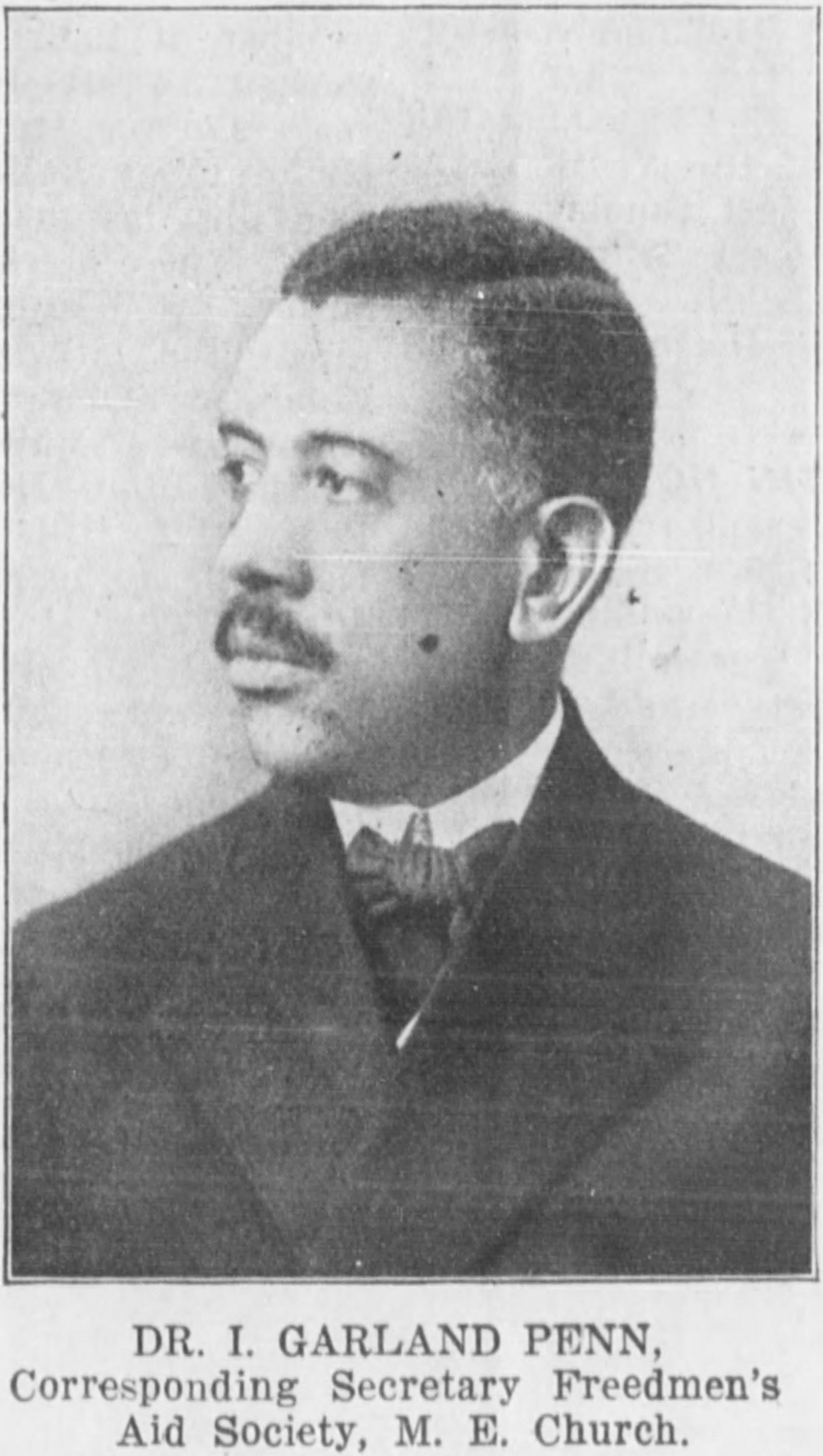
Irvine Garland Penn en 1913.

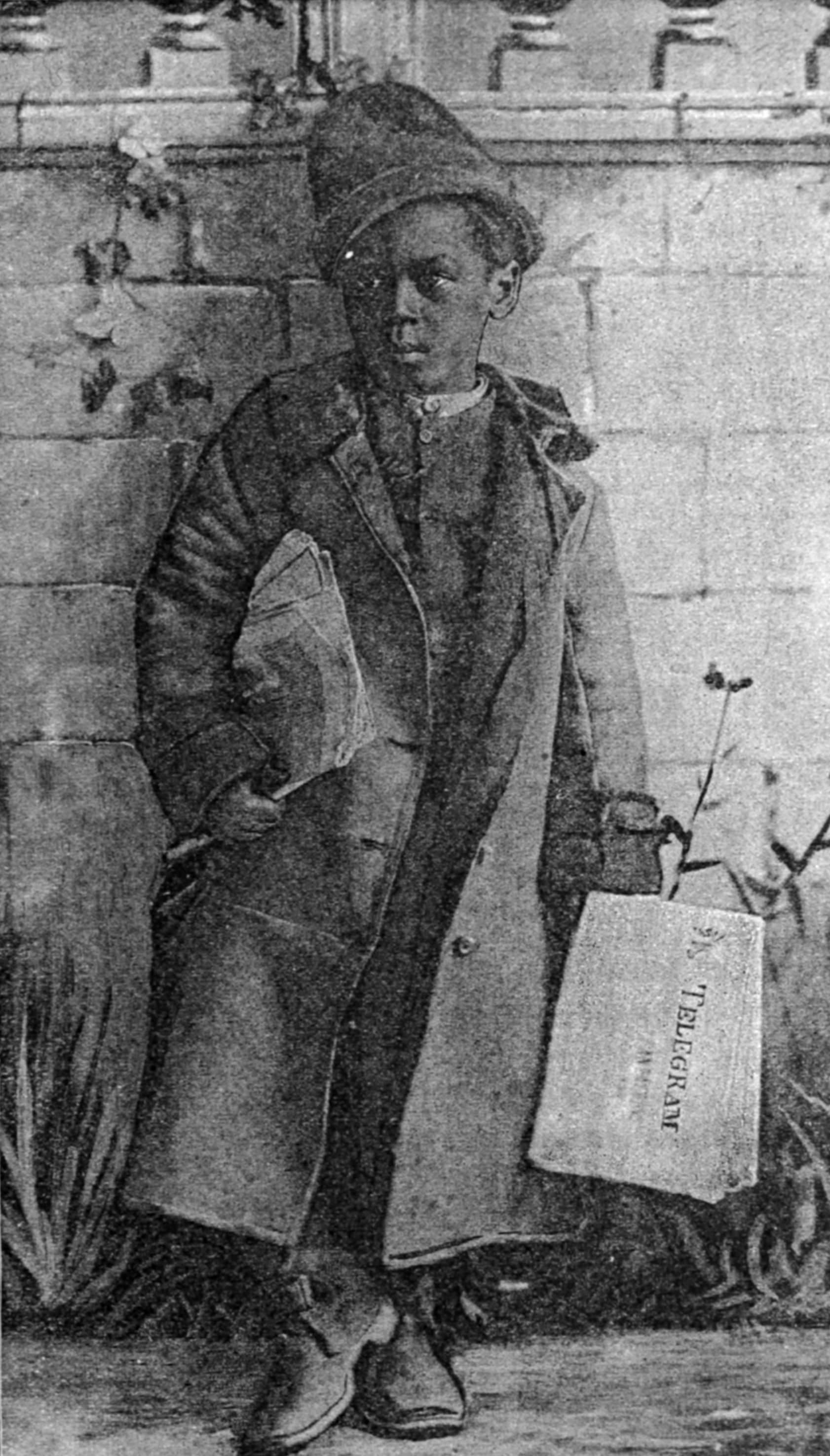
Image d'un petit vendeur de journaux, tirée du livre.

Penn est convaincu que la presse afro-américaine joue un rôle crucial en démontrant à la population américaine dans son ensemble que les Noirs sont aptes à bénéficier de tous les avantages de la citoyenneté.
Le livre est fréquemment cité comme l'un des premiers travaux importants sur le journalisme afro-américain. John Ernest a qualifié le livre de Penn de complet et détaillé, et le considère comme le de fondement de nombreuses études ultérieures. Penn le rédige en partie pour encourager les Noirs d'Amérique à soutenir la presse afro-américaine. Charles A. Simmons cite le livre de Penn aux côtés de celui d'Armistead S. Prides, A Register and History of Negro Newspapers in the United States: 1827-1950, et de Check List of Negro Newspapers in the United States (1827-1946) de Warren Henry Brown, car ils permettent de comprendre les débuts de la presse afro-américaine.

## Éditeurs et journalistes présentés dans l'ouvrage
- John Quincy Adams (en)
- A. E. P. Albert (en)
- G. W. Anderson
- W. H. Anderson
- William H. Anderson
- J. T. Bailey
- Samuel J. Bampfield (en)
- Robert C. O. Benjamin (en)
- Daniel S. Bentley (en)
- Joseph Albert Booker (en)
- J. Dallas Bowser (en)
- Mary E. Britton (en)
- William F. Brooks
- Calvin S. Brown
- John Edward Bruce (en)
- William Buford
- Abel Payne Caldwell
- David C. Carter
- William Calvin Chase (en)
- Levi E. Christy
- Matthew Wesley Clair (en)
- George W. Clinton
- T. W. Coffee
- Lucretia Newman Coleman (en)
- Edward E. Cooper
- John Wesley Cromwell (en)
- John C. Dancy (en)
- D. W. Davis (journalist)
- Georgia Mabel De Baptiste (en)
- Richard DeBaptiste (en)
- Martin Delany
- William H. Dewey
- Henry Fitzbutler (en)
- Timothy Thomas Fortune
- W. H. Franklin
- George W. Gayles (en)
- Charles Benjamin William Gordon Sr.
- F. M. Hamilton
- Frances Harper
- B. T. Harvey
- Charles Hendley
- Thomas T. Henry
- S. N. Hill
- Augustus M. Hodges (en)
- J. Alexander Holmes
- J. E. Jones (journalist)
- R. A. Jones (journalist)
- Amelia E. Johnson (en)
- Charles A. Johnson
- W. B. Johnson
- William E. King
- Lillian A. Lewis (en)
- Matthew M. Lewey (en)
- Edward Hart Lipscombe (en)
- R. D. Littlejohn
- William S. Lowry
- Victoria Earle Matthews (en)
- Alice E. McEwen (en)
- A. N. McEwen
- John Mitchell Jr. (en)
- W. H. Mixon
- J. T. Morris
- Gertrude Bustill Mossell
- William Murrell
- Richard Nelson
- Mary Virginia Cook Parrish (en)
- E. W. S Peck
- Benjamin B. Pelham (en)
- Meta E. Pelham (en)
- Robert Pelham Jr. (en)
- Christopher J. Perry (en)
- R. S. Ransom
- I. Randall Reid
- Magnus Lewis Robinson (en)
- S. D. Russell
- John Brown Russwurm
- D. J. Saunders
- John T. Shuften (en)
- William F. Simpson
- Harry C. Smith (en)
- Lucy Wilmot Smith (en)
- W. C. Smith
- Lavinia B. Sneed (en)
- James J. Spellman
- John Gordon Street
- Walter H. Stowers
- Elizabeth Stumm (en)
- Chasteen C. Stumm (en)
- W. Allison Sweeney (en)
- Charles H. J. Taylor (en)
- Marshall W. Taylor (en)
- Robert T. Teamoh (en)
- Amelia L. Tilghman (en)
- Katherine D. Tillman (en)
- William B. Townsend
- Henry McNeal Turner
- Sheadrick Bond Turner (en)
- Samuel Ringgold Ward (en)
- Josephine Turpin Washington
- John L. Waller (en)
- Ida B. Wells
- William J. White (en)
- Daniel Barclay Williams (en)
- E. A. Williams
- D. A. Williamson
- John H. Williamson (en)
- Joseph T. Wilson (en)
- Ione E. Wood (en)

## Journaux et magazines présentés dans le livre
- Detroit Plaindealer (1883-1894)
- Freedom's Journal (1827-1829)
- Southwestern Christian Advocate (en) (1877-1929)
- The Appeal (en) (1885-1923)
- The Baptist Vanguard (en) (v. 1882-époque actuelle)
- The Colored American (1837-1842)
- The North Star (1847-1865)
- The Rights of All (en) (1829-1830)